# 23 novembre
Pour les articles homonymes, voir Vingt-Trois-Novembre.
23 octobre 23 décembre
Chronologies thématiques
- Croisades
- Ferroviaires
- Sports
- Disney
- Anarchisme
- Catholicisme

Abréviations / Voir aussi
- (° 1852) = né en 1852
- († 1885) = mort en 1885
- a.s. = calendrier julien
- n.s. = calendrier grégorien
- Calendrier
- Calendrier perpétuel
- Liste de calendriers
- Naissances du jour

Le 23 novembre est le 327e jour de l'année du calendrier grégorien, 328e lorsqu'elle est bissextile (il en reste ensuite 38).
C'était généralement l'équivalent du 3 frimaire du calendrier républicain ou révolutionnaire français, officiellement dénommé jour de la chicorée (plante).

## Événements

### XIIIesiècle
- 1248 : Séville tombe aux mains de Ferdinand III de Castille.

### XVesiècle
- 1407 : assassinat de Louis d'Orléans à Paris, par des sbires de son cousin duc de Bourgogne.

### XVIIIesiècle
- 1793 :
  - la Sejm de Grodno accepte le deuxième partage de la Pologne.
  - combat d'Ambon et combat de Trébiguet, pendant la Chouannerie.

### XIXesiècle
- 1808 : victoire française à Tudela (campagne napoléonienne d'Espagne).
- 1837 : victoire des patriotes à Saint-Denis (rébellion des Patriotes), au Québec.
- 1863 : début de la bataille de Chattanooga (guerre de Sécession).
- 1867 : exécution des martyrs de Manchester.
- 1890 : Wilhelmine devient reine des Pays-Bas.
- 1891 : démission du président brésilien Manuel Deodoro da Fonseca.

### XXesiècle
- 1910 : Alfred Ander est le dernier condamné à mort exécuté en Suède.
- 1918: abdication du duc Charles-Édouard de Saxe-Cobourg-Gotha, fils du duc Léopold d'Albany et neveu par alliance du Kaiser.
- Seconde Guerre mondiale :
  - 1939 : le HMS Rawalpindi est coulé par le Scharnhorst et le Gneisenau.
  - 1940 : la Roumanie signe le pacte tripartite.
  - 1943 : fin de l'opération Galvanic.
  - 1944 :
    - Phalsbourg est prise par la 7e armée américaine.
    - Strasbourg est libérée par la 2e division blindée, conformément au Serment de Koufra, en Libye (de délivrer la France, jusqu'à re-hisser un drapeau français sur la flèche de cathédrale de Strasbourg), le lendemain des anniversaires personnels des généraux Leclerc et de Gaulle.
- 1946 : bombardement de Hải Phòng, au début de la guerre d'Indochine.
- 1950: En France, une loi fit du vol à main armée un crime capital[2],[3],[4].

### XXIesiècle
- 2003 : démission du président géorgien Edouard Chevardnadze (révolution des Roses).
- 2009 : massacre de Maguindanao, aux Philippines.
- 2010 : bombardement de Yeonpyeong (conflit maritime inter-coréen).
- 2019 : en Papouasie-Nouvelle-Guinée, début du référendum sur l'indépendance de la région autonome de Bougainville, organisé jusqu'au 7 décembre 2019. Le vote découle de l'accord de paix de 2001, qui a mis fin à dix ans de conflit armé sur ce territoire[5].

## Arts, culture et religion
- 1644 : parution de l'Areopagitica, de John Milton.
- 1654 : « Nuit de feu », de Blaise Pascal.
- 1936 : parution du premier numéro du magazine américain Life.
- 1963 : diffusion de An Unearthly Child, premier épisode de la série Doctor Who, au Royaume-Uni.
- 1970 : parution du premier numéro du journal satirique français Charlie Hebdo.
- 1991 : Freddie Mercury annonce à ses fans qu'il est atteint du sida, un jour avant sa mort.
- 1996 : les cendres d'André Malraux sont transférées au Panthéon, vingt ans jour pour jour après sa mort.
- 2005 : sortie du film parodique français Palais-Royal de Valérie Lemercier et avec elle-même, Catherine Deneuve, Lambert Wilson, Michel Aumont ou Maurane[6].

## Sciences et techniques
- 1868 : Louis Arthur Ducos du Hauron dépose un brevet pour un procédé de photographie en couleurs par la méthode dite des trois couleurs (synthèses additive et soustractive).
- 1976 : Jacques Mayol atteint 100 mètres de profondeur sous-marine en apnée.
- 2020 : lancement réussi de la sonde spatiale chinoise Chang'e 5, visant à prélever des échantillons de la Lune[7].

## Économie et société
- 1980 : tremblement de terre dans l'Irpinia, en Italie.
- 2002 : la navigatrice anglaise Ellen McArthur remporte la Route du Rhum en monocoque à Pointe-à-pitre en Guadeloupe, y arrosant sa victoire d'un ti-punch avec le vainqueur breton Michel Desjoyeaux qui seul l'a précédée en multicoque quelques heures auparavant (même duo dans le même ordre qu'en tête à l'arrivée du tour de l'Antarctique, le Vendée-Globe, l'année précédente)[8].
- 2020 : ouverture du procès de l’affaire Jallal Hami, soldat de l’École spéciale militaire de Saint-Cyr au tribunal de Rennes
- 2021 : en Bulgarie, au moins 46 personnes sont tuées dans un accident de bus près de Bosnek, au sud-ouest de Sofia[9].
- 2023 : en Irlande, des émeutes (photo) ont lieu à Dublin, capitale du pays à la suite d'une attaque au couteau[10].

## Naissances

### Xesiècle
- 912 : Otton Ier, empereur romain germanique de 962 à 973 († 7 mai 973).

### XIIesiècle
- 1160 : Innocent III (Lotario dei conti di Segni dit), 176e pape catholique de 1198 à sa mort († 16 juillet 1216).
- 1190 : Clément IV (Gui Foucois dit), 183e pape catholique en fonction de 1265 à 1268 († 29 novembre 1268).

### XVIesiècle
- 1553 : Prospero Alpini, médecin et botaniste vénitien († 6 février 1617).
- 1592 : Eustache de Chéry de Mongazon, prélat français, évêque de Nevers de 1643 à 1666 († 10 novembre 1669).

### XVIIesiècle
- 1608 : Francisco Manuel de Melo, écrivain, militaire et diplomate portugais († 24 août 1666).
- 1616 : John Wallis, mathématicien anglais († 28 octobre 1703).
- 1632 : Jean Mabillon, religieux et historien français († 27 décembre 1707).
- 1674 : Pierre du Mage, organiste et compositeur français († 2 octobre 1751).
- 1687 : Jean-Baptiste Senaillé, violoniste et compositeur français († 15 octobre 1730).
- 1690 : Ernst Johann von Biron, noble letton, duc de Courlande de 1737 à 1740 et de 1763 à 1769 († 29 décembre 1772).

### XVIIIesiècle
- 1703 : Louise Levesque, femme de lettres française († 18 mai 1745).
- 1705 : Thomas Birch, historien britannique († 9 janvier 1766).
- 1709 : Louis Dupuy, érudit français († 10 avril 1795).
- 1726 : Antoine Michel Perrache, sculpteur et ingénieur français († 12 octobre 1779).
- 1743 :
  - Théophile Malo Corret de la Tour d'Auvergne, militaire français († 27 juin 1800).
  - Armand Joseph Dubernad, homme d'affaires et homme politique français († 9 mai 1799).
- 1757 : Jean André Valletaux, militaire français († 23 juin 1811).
- 1760 : Gracchus Babeuf (François Noël Babeuf dit), homme politique et révolutionnaire français († 27 mai 1797).
- 1765 : Thomas Attwood, compositeur et organiste britannique[11] († 24 mars 1838).
- 1786 : Thomas Eastoe Abbott (en), poète britannique[12] († 18 février 1854).

### XIXesiècle
- 1804 : Franklin Pierce, homme politique et avocat américain, 14e président des États-Unis de 1853 à 1857 († 8 octobre 1869).
- 1810 : Margaret Aylward (en), religieuse catholique et philanthrope irlandaise[13] († 11 octobre 1889).
- 1837 : Johannes Diderik van der Waals, physicien néerlandais, prix Nobel de physique 1910 († 8 mars 1923).
- 1859 (date présumée) : Billy The Kid (William Henry McCarty dit), hors-la-loi américain († 14 juillet 1881).
- 1861 : Charles Stewart Addis (en), banquier écossais[14] († 14 décembre 1945).
- 1876 : Manuel de Falla, compositeur espagnol († 14 novembre 1946).
- 1881 : Edward Atkinson, explorateur britannique[15] († 20 février 1929).
- 1883 : José Clemente Orozco, peintre et muraliste mexicain († 7 septembre 1949).
- 1887 : 
  - Boris Karloff (William Henry Pratt dit), acteur britannique († 2 février 1969).
  - Henry Gwyn Jeffreys Moseley,  physicien britannique († 10 août 1915)
- 1888 : Adolph « Harpo » Marx, acteur américain de la troupe fratrie des Marx Brothers († 28 septembre 1964).
- 1890 : Lazar Lissitzky, peintre d'avant-garde russe puis soviétique († 30 décembre 1941).
- 1891 : Alexandre Rodtchenko (Александр Михайлович Родченко), dessinateur et photographe russe († 3 décembre 1956).
- 1894 : John Roland Abbey, bibliophile britannique[16] († 24 décembre 1969).
- 1898 : Mikhaïl Artamonov (Михаил Илларионович Артамонов), historien et archéologue russe († 31 juillet 1972).
- 1900 : Mestre Bimba (Manuel dos Reis Machado dit), capoériste brésilien († 5 février 1974).

### XXesiècle
- 1901 : Fernand Fournier-Aubry, aventurier et voyageur français († 20 décembre 1972).
- 1902 : Victor Jory, acteur canadien († 12 février 1982).
- 1907 : Frédéric Hunsinger, résistant français de la police municipale de Colmar († 5 mai 1944).
- 1912 : Manolo Bienvenida (Manuel Mejías Jiménez dit), matador espagnol († 31 août 1938).
- 1913 :
  - René Aleman, haltérophile français († 1989).
  - Jean Chamant, homme politique français († 22 décembre 2010).
- 1915 : John Dehner, acteur américain. († 4 février 1992).
- 1916 : Michael Gough, acteur américain († 17 mars 2011).
- 1920 : Paul Celan (Paul Pessach Antschel ou Ancel dit), poète et traducteur roumano-français d'expression germanophone († 20 avril 1970).
- 1922 : Manuel Fraga Iribarne, homme politique espagnol († 15 janvier 2012).
- 1923 : Nadia Gray, actrice française († 13 juin 1994).
- 1925 :
  - José Napoleón Duarte, homme politique salvadorien, président du Salvador de 1984 à 1989 († 23 février 1990).
  - John Alfred « Johnny » Mandel, compositeur et arrangeur musical américain († 29 juin 2020).
- 1926 :
  - Robert Lee « R.L. » Burnside, chanteur, guitariste et compositeur de blues américain († 1er septembre 2005).
  - Carlos Semprún Maura, écrivain espagnol († 23 mars 2009).
- 1927 :
  - Sybil Jason (en) (née Sybil Jacobson), enfant actrice et chanteuse américaine de naissance sud-africaine († 23 août 2011).
  - Angelo Sodano, prélat italien († 27 mai 2022).
- 1928 :
  - Jerrold Lewis « Jerry » Bock, compositeur de comédies musicales américain († 3 novembre 2010).
  - Pierre Étaix, acteur et cinéaste français († 14 octobre 2016).
- 1929 :
  - Jacques Couture, prêtre jésuite et homme politique québécois († 10 août 1995).
  - Georges Lagrange, prélat français, évêque de Gap de 1988 à 2003 († 11 décembre 2014).
- 1930 :
  - Herberto Helder, poète portugais († 23 mars 2015).
  - John Aloysius « Jake » McKeon, gérant de baseball américain.
- 1932 : 
  - Renato Martino, prélat italien.
  - Clive Toye (en) (Clive Roy Toye), écrivain et journaliste sportif britannique anglo-américain.
- 1933 :
  - Clémence DesRochers, humoriste, actrice, scénariste et chanteuse québécoise.
  - Krzysztof Penderecki, compositeur et chef d'orchestre polonais († 29 mars 2020).
- 1934 : Lewis Alan « Lew » Hoad, joueur de tennis australien († 3 juillet 1994).
- 1935 : Vladislav Volkov (Владислав Николаевич Волков), cosmonaute soviétique († 30 juin 1971).
- 1939 :
  - Betty Everett, chanteuse américaine († 19 août 2001).
  - Maurice de Germiny, prélat français.
  - Gérard Petipas, navigateur et organisateur normand et français de courses au large.
- 1940 :
  - Gösta Pettersson, coureur cycliste suédois.
  - Luis Tiant, joueur de baseball cubain.
- 1941 :
  - Franco Nero, acteur italien.
  - Simon Nolet, hockeyeur professionnel québécois.
- 1942 : Benny Luke, danseur et acteur afro-américain († 13 janvier 2013).
- 1943 :
  - Yohanna Petros Mouche, prélat irakien, archevêque syro-catholique de Mossoul depuis 2010.
  - Denis Sassou-Nguesso, président de la République du Congo.
- 1944 : Peter Lindbergh, photographe de mode, portraitiste, et réalisateur allemand († 3 septembre 2019).
- 1945 : Raúl Rivero, poète et journaliste cubain († 6 novembre 2021).
- 1946 : Élisabeth Wiener, actrice et chanteuse française.
- 1947 : Jean-Pierre Foucault, animateur de télévision français et marseillais.
- 1948 :
  - Fadila (Dominique-France Picard dite), veuve du dernier roi d'Égypte.
  - Chantal Nobel (Chantal Bonneau dite), actrice française.
- 1949 :
  - Gilles Delaigue, joueur de rugby à XV français.
  - Viktor Poganovsky, cavalier ukrainien, champion olympique.
- 1950 : Jean-François Phliponeau, joueur de rugby à XV français († 8 mai 1976).
- 1951 : René Charrier, footballeur français.
- 1952 : Bernard Morlino, écrivain français.
- 1953 : Francis Cabrel, auteur, compositeur, interprète chanteur et guitariste français et occitan.
- 1954 : Bruce Hornsby, chanteur, pianiste et compositeur américain.
- 1956 :
  - Michel Boutant, homme politique français.
  - Dominique Demers, auteure de littérature jeunesse et romancière québécoise.
  - King Kester Emeneya, auteur-compositeur-interprète de musique et danseur congolais († 13 février 2014).
  - Shane Gould, nageuse australienne.
  - Gaston Mandeville, auteur-compositeur et interprète québécois († 16 juin 1997).
- 1957 : Martina Bischof, kayakiste allemande, championne olympique.
- 1958 : Frank Johnson, basketteur américain.
- 1959 :
  - Maxwell Caulfield, acteur et producteur américain.
  - Dominique Dunne, actrice américaine († 4 novembre 1982).
- 1960 : Jane Philpott, femme politique canadienne.
- 1962 : Philippe Renaud, céiste français, médaillé olympique.
- 1963 : Nicolás Maduro, président du Venezuela depuis 2013.
- 1965 : Rodion Gataullin, athlète soviétique, spécialiste du saut à la perche.
- 1966 : Vincent Cassel (Vincent Crochon dit), acteur français.
- 1967 : Christophe Cocard, footballeur français.
- 1969 : Olivier Beretta, pilote de F1 et de courses automobile d'endurance monégasque.
- 1970 : Isabelle Bouysse, danseuse, comédienne et animatrice française.
- 1972 : Veronica Avluv, actrice pornographique américaine.
- 1974 : Saku Koivu, hockeyeur finlandais.
- 1975 : Page Kennedy, acteur américain.
- 1976 :
  - Tony Renna, pilote de courses automobile américain († 22 octobre 2003).
  - Joseph « Joe » Sumner, chanteur britannique, chanteur du groupe Fiction Plane.
- 1977 : Jean-Baptiste Élissalde, joueur de rugby français.
- 1978 :
  - Robert Sassone, cycliste sur piste et sur route français († 21 janvier 2016).
  - Hugo St-Cyr, acteur et animateur québécois († 24 septembre 2015).
  - Terrence Trammell, athlète de haies américain.
- 1980 : Jonathan Papelbon, joueur de baseball américain.
- 1981 : Guillermo Guiz, humoriste et chroniqueur belge.
- 1982 :
  - Colby Armstrong, hockeyeur professionnel canadien.
  - Saïd Haddou, coureur cycliste français.
  - Asafa Powell, athlète jamaïcain.
- 1983 :
  - Emma Daumas (Manuelle Daumas dite), chanteuse française.
  - Alain Koffi, basketteur français.
- 1984 : Lucas Grabeel, chanteur et acteur américain.
- 1986 :
  - Alexandra Rosenfeld, Miss France 2006 et Miss Europe 2006.
  - Handgod Abraham, poète haïtien.
- 1987 : Nicklas Backstrom, hockeyeur sur glace suédois.
- 1988 :
  - Jens Keukeleire, cycliste sur route belge.
  - Andrew Talansky, cycliste sur route américain.
- 1989 : Rachel Moret, joueuse de tennis de table suisse.
- 1990 : Maxime Courby, basketteur français.
- 1992 :
  - Destiny Hope « Miley » Cyrus, chanteuse et actrice américaine.
  - Gabriel Landeskog, hockeyeur professionnel suédois.
- 1995 : Christopher Velez Muñoz, chanteur américain du boys band CNCO.
- 1998 : Bradley Steven Perry, acteur américain.

## Décès

### VIIesiècle
- 615 : Colomban de Luxeuil, moine irlandais[17] (° vers 543 ?).

### Xesiècle
- 955 : Eadred, roi d'Angleterre de 946 à 955[18] (° entre 920 et 925).
- 985 : Aligern, abbé du Mont-Cassin (° vers 915).

### XIIIesiècle
- 1227 : Lech le Blanc, duc de Pologne (° 1186 ou 1187).
- 1246 : Richard de Barking (en), abbé de Westminster[19].

### XVesiècle
- 1407 : Louis Ier d'Orléans, prince français (° 13 mars 1372).
- 1471 : John Chadworth (en), évêque de Lincoln[20].

### XVIesiècle
- 1572 : Agnolo di Cosimo di Mariano dit Bronzino, peintre florentin (° 17 novembre 1503).
- 1585 : Thomas Tallis, compositeur et organiste anglais[21] (° vers 1505).
- 1590 : André Thevet, explorateur et écrivain français (° vers 1502).

### XVIIesiècle
- 1682 : Claude Gellée dit Le Lorrain, peintre, dessinateur et graveur lorrain (° vers 1600).
- 1685 : Bernard de Gomme, ingénieur militaire néerlandais[22] (° 1620).
- 1694 : Jean Talon, premier intendant de la Nouvelle-France (° baptisé le 8 janvier 1626).
- 1699 : Joseph Beaumont (en), poète et prélat anglais[23] (° 13 mars 1616).

### XVIIIesiècle
- 1726 : Thomas Tudway (en), organiste et compositeur anglais[24] (° vers 1656).
- 1757 : James Dodson, mathématicien anglais[25] (° vers 1705).
- 1770 : Matthias Mawson, évêque d'Ely[26] (° baptisé le 19 juillet 1683).
- 1793 : Claude Antoine Capon de Château-Thierry, général de la Révolution française guillotiné (° 13 juillet 1722).
- 1798 : David Samwell (en), médecin et poète gallois[27] (° 15 octobre 1751).

### XIXesiècle
- 1833 : Jean-Baptiste Jourdan, militaire français et maréchal de France (° 29 avril 1762).
- 1834 : Julie Philipault, peintre française (° 9 mai 1780)
- 1840 : Louis-Gabriel de Bonald, écrivain français (° 2 octobre 1754).
- 1848 : John Barrow, explorateur et administrateur britannique[28] (° 19 juin 1764).
- 1858 : Edmund Lyons, amiral britannique[29] (° 29 novembre 1790).
- 1861 : Salvatore Viale, poète français (° 6 septembre 1787).
- 1863 : George Jerrard, mathématicien britannique[30] (° 25 novembre 1804).
- 1866 : Paul Gavarni, aquarelliste et dessinateur français (° 13 janvier 1804).
- 1867 : les martyrs de Manchester.
- 1886 : 
  - Omer Ablay, général belge (° 16 février 1801).
  - Marguerite Bellanger, actrice française (° 9 juin 1838).
  - Louis-Charles-Emmanuel de Coëtlogon, militaire et écrivain français (° 10 août 1814).
  - Leopold Kompert, écrivain autrichien (° 15 mai 1822).
- 1887 : Paul Bernard Labrosse-Luuyt, ingénieur français (° 15 décembre 1825).
- 1890 : Guillaume III, roi des Pays-Bas et grand-duc de Luxembourg de 1849 à 1890 (° 19 février 1817).

### XXesiècle
- 1902 : Walter Reed, médecin militaire américain (° 13 septembre 1851).
- 1910 : Alfred Ander.
- 1926 : Gueorgui Jacobson, entomologiste russe (° 19 janvier 1871).
- 1937 :
  - Jagadish Chandra Bose (জগদীশ চন্দ্র বসু), physicien indien (° 30 novembre 1858).
  - George Albert Boulenger, zoologiste britannique (° 19 octobre 1858).
- 1941 : Carola Lorenzini, aviatrice argentine (° 15 août 1899).
- 1944 :
  - Robert Fleig, résistant français pendant la Seconde Guerre mondiale, qui guide la 2e division blindée lors de la libération de Strasbourg (°28 juin 1893).
  - Albert Zimmer, résistant français et combattant de la 2e DB mort, à quelques kilomètres de chez lui, en participant à la libération de Strasbourg (°12 juillet 1922).
- 1959 : William McNair Snadden, homme politique britannique (° 15 janvier 1896).
- 1965 : Élisabeth en Bavière, troisième reine des Belges, épouse du roi Albert Ier (° 25 juillet 1876).
- 1966 : Seán T. O'Kelly, homme politique irlandais, président de l’Irlande de 1945 à 1959 (° 25 juin 1882).
- 1970 : Yusuf Ishak, journaliste et homme politique singapourien, président de Singapour de 1965 à 1970 (° 12 août 1910).
- 1973 :
  - Claire Dodd, Ziegfeld girl et actrice américaine (° 29 décembre 1911).
  - Sessue Hayakawa (早川 雪洲), acteur et cinéaste japonais (° 10 juin 1889).
- 1974 : Cornelius Ryan, journaliste et écrivain américain (° 5 juin 1920).
- 1976 : André Malraux, écrivain et homme politique français (° 3 novembre 1901).
- 1979 : Merle Oberon (Estelle Merle O'Brien Thompson dite), actrice britannique (° 19 février 1911).
- 1984 : Michel Emer, parolier français (° 19 juin 1906).
- 1987 (ou 28 novembre) : Philippe Erlanger, haut fonctionnaire et historien français (° 11 juillet 1903).
- 1989 : Armand Salacrou, auteur dramatique, doyen de l'Académie Goncourt (° 9 juin 1899).
- 1990 : Roald Dahl, romancier britannique (° 13 septembre 1916).
- 1991 : Klaus Kinski (Klaus Günter Karl Nakszynski dit), acteur germano-polonais (° 18 octobre 1926).
- 1992 : Roy Acuff, chanteur et auteur-compositeur américain de musique country (° 15 septembre 1903).
- 1993 : Hervé Bromberger, réalisateur français (° 30 novembre 1918).
- 1994 : Tommy Boyce, compositeur américain (° 29 septembre 1939).
- 1995 : Louis Malle, réalisateur français (° 30 octobre 1932).

### XXIesiècle
- 2002 :
  - Maritie Carpentier, productrice de télévision française (° 12 décembre 1921).
  - Roberto Matta, peintre chilien (° 11 novembre 1911)
- 2005 : Constance Cummings, actrice britannique d’origine américaine (° 15 mai 1910).
- 2006 :
  - Betty Comden (Basya Cohen dite), scénariste et parolière américaine (° 3 mai 1917).
  - Anita O'Day (Anita Belle Colton dite), chanteuse américaine (° 18 octobre 1919).
  - Philippe Noiret, acteur français (° 1er octobre 1930).
- 2008 : Jean Markale (Jacques Bertrand dit), enseignant, écrivain, poète, conteur et conférencier français et breton d'adoption (° 23 mai 1928).
- 2011 : Achta Toné Gossingar, militante des droits des femmes et personnalité politique du Tchad.
- 2012 :
  - Larry Hagman, acteur américain (° 21 septembre 1931).
  - Nelson Prudêncio, athlète de triple-saut brésilien (° 4 avril 1944).
- 2013 :
  - Connie Broden, hockeyeur sur glace canadien (° 6 avril 1932).
  - Yvon Harmegnies, homme politique belge (° 15 juillet 1943).
  - Costanzo Preve, philosophe et intellectuel italien (° 14 avril 1943).
- 2014 :
  - Jean-François Arrigoni Neri, peintre, illustrateur, graveur et lithographe français (° 28 mars 1937).
  - Dorothy Bundy, joueuse de tennis américaine (° 1er septembre 1916).
  - Hélène Duc (Marcelle Duc dite), comédienne française (° 22 mars 1917).
  - John Brian Patrick « Pat » Quinn, joueur et entraîneur de hockey sur glace canadien (° 29 janvier 1943).
  - Rudolf Reichling, rameur d'aviron suisse (° 23 septembre 1924).
- 2015 :
  - Pierre Bernard, graphiste français (° 25 février 1942).
  - Dan Fante, écrivain américain (° 19 février 1944).
  - Jouni Kaipainen, compositeur finlandais (° 24 novembre 1956).
  - Douglass North, économiste américain (° 5 novembre 1920).
  - Lev Okun, physicien soviétique puis russe (° 7 juillet 1929).
  - Cynthia Robinson, trompettiste et chanteuse américaine du groupe Sly and the Family Stone (° 12 janvier 1944).
  - Otto J. Schaden, égyptologue américain (° 26 août 1937).
- 2016 :
  - Abdul-Karim Mousavi Ardebili (عبدالکریم موسوی اردبیلی), homme politique iranien (° 28 janvier 1926).
  - Rita Barberá, femme politique espagnole, maire de Valence de 1991 à 2015 (° 26 juillet 1948).
  - Ralph Branca, joueur de baseball américain (° 6 janvier 1926).
  - Claude Imbert, journaliste français (° 12 novembre 1929).
- 2018 :
  - Bernard Gauthier, cycliste sur route français (° 22 septembre 1924).
  - Nicolas Roeg, cinéaste britannique (° 15 août 1928).
- 2020 : David Dinkins, ancien maire démocrate de New York.
- 2021 : Chun Doo-hwan, James Fitz-Allen Mitchell, Marko Grilc, Romuald Schild, Bill Virdon.
- 2022 : Paula D'Hondt-Van Opdenbosch, David Johnson (football).
- 2023 :
  - Fathima Beevi, magistrate et femme politique indienne (° 30 avril 1927).
  - Rona Hartner, actrice, chanteuse et compositrice franco-roumaine (° 9 mars 1973).
  - Harald Hasselbach, joueur néerlandais de football canadien et de football américain (° 22 septembre 1967).
  - Steve Jurczyk, ingénieur américain (° 20 février 1962).
  - Rubens Minelli, footballeur puis entraîneur  devenu entraîneur (° 19 décembre 1928).

## Célébrations
- Brésil : journée de l'ingénieur électricien.

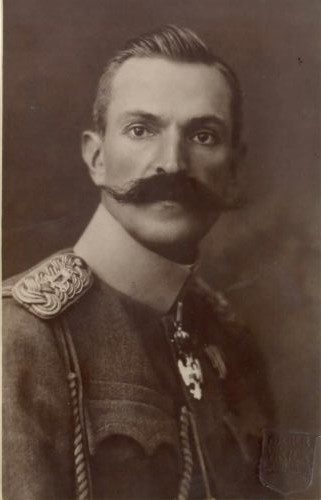
Rudolf Maister vers 1910 à 1920

- Géorgie : fête de la Saint Georges correspondant au 10 novembre du calendrier julien (et au 23 avril grégorien).
- Japon : kinrō kansha no hi, 勤労感謝の日 ou fête du Travail[31].
- Mexique : día de la armada de México ou « fête de la Marine nationale »[32].
- Slovénie : dan Rudolfa Maistra ou « fête de Rudolf Maister » en mémoire d'un événement marquant de la vie du militaire, peintre et poète (en photographie ci-contre) en 1918[33].

### Célébrations religieuses
- Bahaïsme : fête de Qawl ou « du discours », marquant le premier jour du mois de Qawl dans le calendrier badīʿ.
- Christianisme : station dans la fondation d'Euplius avec dédicace de la chapelle dédiée à Saint Georges de Lydda et lectures de I Tim. 3, 14-16 et Jn 7, 28-31 dans le lectionnaire de Jérusalem.
- Shintoïsme : Niiname-sai (fête de la récolte) dirigée chaque année par l'empereur du Japon, qui est a l'origine du jour férié kinrō kansha no hi, suite à l'interdiction des fêtes nationales à caractère shintoïstes par l'occupant américain. Lorsqu'un nouvel empereur est intronisé, cette célébration est organisée avec l'appui du gouvernement à plus grande envergure, sous le nom de Daijō-sai.

### Saints chrétiens

#### Catholiques et orthodoxes
- Alle (VIIe siècle), moine de Luxeuil sous saint Colomban, abbé de Rebais près de Meaux, dans la Brie française[34].
- Amphiloque d'Iconium († vers 394), évêque.
- Clément Ier († 97), Pape (4e) de 88 à 97 et martyr, (fêté aussi les 24 novembre, 25 novembre ou 8 voire 9 décembre suivant les Églises).
- Clément de Metz (IIIe siècle ou IVe siècle ou Ier siècle), premier évêque de Metz.
- Colomban de Luxeuil († 615), originaire d'Irlande, abbé de Luxeuil et de Bobbio, poursuivi par la reine Brunehilde (et 21 novembre, avant la fête de la Présentation de la jeune « Myriam » au Temple).
- Félicité († vers 150 ou 164), veuve et martyre à Rome, avec ses sept fils : Janvier, Félix, Philippe, Silvain, Alexandre, Vital et Martial, sous Antonin le Pieux ou Marc Aurèle ; fêtés le 25 janvier en Orient[35].
- Grégoire d'Agrigente († vers 603 ou 690), moine sicilien et évêque.
- Laouenan (VIe siècle), compagnon breton de saint Tugdual et de saint Paul Aurélien, qui évangélisa l'Armorique ; fêté en Bretagne le 23 janvier, et en Orient le 15 février[36].
- Lucrèce de Mérida († 304), vierge et martyre à Mérida, en Espagne, au temps de la persécution de l'empereur Dioclétien.
- Mustiole (IIIe siècle), Martyre.
- Paulin († 505), moine gallois, et abbé du monastère de Whithland.
- Phalier († 525), originaire de Limoges, ermite dans le Berry, inhumé à Chabris.
- Rachilde († 946), originaire d'Allemagne, recluse dans le couvent de Saint-Gall, en Suisse.
- Séverin († vers 540), ermite sur les bords de Seine, à Paris, enterré sur le lieu même de son ermitage.
- Sisine (IVe siècle), à Cyzique, dans l'Hellespont, martyr attaché derrière des chevaux sauvages lancés au galop.
- Trudon († 690) — ou « Trond » —, prêtre et missionnaire franc en Hesbaye, qui ouvrit à Nivelles une école pour les jeunes gens, et fonda l'abbaye de Saint-Trond.
- Vulfetrude — ou « Vulfétrude » — († 669), abbesse de l'abbaye de Nivelles, dans le Brabant méridional, qui succéda à sa tante Gertrude.

#### Saints ou bienheureux catholiques
- Adalbert de Cassoria — ou « Albert » — († 1045), moine bénédictin de Cassoria (Pescara).
- Cécile Yu So-sa († 1839), Laïque coréenne - martyre.
- Enrichetta Alfieri († 1952), bienheureuse religieuse italienne.
- Marguerite de Savoie († 1464), bienheureuse princesse membre du Tiers-Ordre de Saint Dominique.
- Marie-Félicité Cendoya y Araquistain († 1936), bienheureuse religieuse espagnole martyre lors de la guerre civile.
- Miguel Agustin Pro († 1927), bienheureux jésuite mexicain mort martyr.

#### Saint orthodoxe,aux dates éventuellement différentes dans lescalendriers julien, orientaux
- Alexandre de la Néva, pour une translation de ses reliques en 1623[37].

### Prénoms
Bonne fête aux Clément et ses variantes masculines : Clemenceau, Clémenceau, Clémencin, Clemente, Clémentin ; ainsi que leurs variantes féminines : Clémence, Clementina, Clémentina ou Clémentine.
Et aussi aux :
- Bassim et ses variantes : Bassam, Bassem (en proximité sémantique avec Sainte Félicité ci-avant).
- Aux Bieuzi et ses variantes autant bretonnes : Beuzy, Bieuzy, Bihui, Buzy, etc.
- Aux Colomban et ses variantes : Cole, Coloman, Colombani, Koulm, Koulman et Koulmig (comme l'avant-veille 21 novembre).
- Aux Lucrèce, Lucrecia, Lucrécia, Lucretia, Lucrétia, Lucrezia.
- Aux Séverin, sa variante masculine Severino et leurs formes féminines : Severina, Sévérina, Séverine ou Séverinne ;
  - aux Sören.

## Traditions et superstitions

### Dictons
- « À la saint-Clément, si l'hiver bat son plein, nous aurons un très beau printemps. »[38]
- « À la saint-Séverin, chauffe tes reins. »[39]
- « À la saint-Séverin, la neige est en chemin.»[40]
- « Passé la saint-Clément, ne sème plus de froment. »[41] (dicton d'Anjou, de Berry et du Bourbonnais)
- « Quand l'hiver vient doucement, il est là à la saint-Clément. »[42],[43]
- « Saint-Clément gouverne la mer et le vent. »[43]
- « Saint-Clément montrera comment l'hiver se passera. »[44]
- « Saint-Clément montre rarement visage avenant. »[43]
- « Saint-Séverin amène les premiers froids. »[45] (voir aussi début frimaire révolutionnaire in limine)
- « Si elle n'est pas là à la saint-Séverin, la neige n'est pas loin. »[46]

### Astrologie
- Signe du zodiaque : 2e jour du Sagittaire.

## Toponymie
- Les noms de plusieurs voies, places, sites ou édifices de pays ou régions francophones contiennent cette date sous diverses graphies : voir Vingt-Trois-Novembre .